# Synchiropus stellatus
Synchiropus stellatus là một loài cá biển thuộc chi Cá đàn lia gai (Synchiropus) trong họ Cá đàn lia. Loài này được mô tả lần đầu tiên vào năm 1963.

## Phân bố và môi trường sống
S. stellatus có phạm vi phân bố ở Ấn Độ Dương. Loài này được tìm thấy dọc theo bờ biển Đông Phi, trải dài về phía đông đến đảo Sumatra (Indonesia), bao gồm các quần đảo, bãi ngầm giữa Ấn Độ Dương. S. stellatus sống ở độ sâu khoảng 40 m trở lại (phổ biến ở độ sâu khoảng 10 – 20 m).

## Mô tả
Mẫu vật lớn nhất của S. stellatus có chiều dài cơ thể được ghi nhận là 7,5 cm. Cơ thể có các vân sọc màu hồng và vàng ở thân trên, xen lẫn các đốm màu xám bạc và các đốm màu nâu đỏ sẫm; thân dưới có các đốm màu đỏ sẫm xen lẫn màu các đốm màu xám bạc. Vây lưng thứ nhất có các đường sọc và đốm ở cá đực; dải màu đen có rìa trắng ở cá cái.
Số gai ở vây lưng: 4; Số tia vây mềm ở vây lưng: 8; Số gai ở vây hậu môn: 0; Số tia vây mềm ở vây hậu môn: 7; Số gai ở vây bụng: 1; Số tia vây mềm ở vây bụng: 5.